# Distenia carinata
Distenia carinata là một loài bọ cánh cứng trong họ Cerambycidae.